# Modesto Panetti
Modesto Michele Secondo Maria Panetti (Acquaviva delle Fonti, 9 febbraio 1875 – Torino, 26 marzo 1957) è stato un ingegnere aeronautico e politico italiano.
Nato dall'ingegnere Antonio e da Martina Galli, ha tenuto tra i primi corsi di aeronautica in Italia e introdotto l'insegnamento di queste discipline al Politecnico di Torino il cui laboratorio di Aeronautica porta il suo nome. Fu socio dell'Accademia dei Lincei e di quella di Torino. Nel 1935 l'Accademia d'Italia gli conferì il "premio Mussolini" per le scienze. Fu senatore della Repubblica dal 1948 al 1953 e Ministro delle poste e delle telecomunicazioni nel governo Pella nel 1953.
A lui è dedicato un Istituto Tecnico Tecnologico sito nella città di Bari, l'I.T.T. Modesto Panetti.
È sepolto nel Cimitero monumentale di Torino.